# Route-16 Turbo
Route-16 Turbo (ルート16ターボ?, Rūto 16 Tābo) è un videogioco sviluppato da Sunsoft per Nintendo Famicom. È stato pubblicato il 4 ottobre 1985. Fu successivamente convertito per PlayStation il 6 dicembre 2001 come parte di Memorial Series SunSoft Vol. 2, in coppia con Atlantis no Nazo. Entrambe le versioni sono state distribuite solo in Giappone.
Si tratta di una versione rivista ed ampliata del titolo arcade Route-16, al quale aggiunge numerosi elementi.

## Differenze dalla versione originale
- Migliorie sia nel comparto grafico che in quello audio.
- Aggiunta un'opzione per selezionare la difficoltà (facile, medio, difficile).
- In una delle sedici camere in cui è diviso il labirinto sono state aggiunte quattro svastiche, una per parete; non c'è comunque alcun riferimento al nazionalsocialismo, dato che in Giappone questo simbolo non ha una connotazione negativa come in occidente.